# Stilbops robustus
Stilbops robustus là một loài tò vò trong họ Ichneumonidae.